# Fallen ängel (roman av Michael Connelly)
Fallen ängel (originaltitel: Angels Flight) är en kriminalroman från 1999 av Michael Connelly. Det är den sjätte boken om Harry Bosch. Översättning till svenska är gjord av Eva Larsson. 

## Handling
I media brusar det fortfarande om misshandeln av Rodney King, de brutala kravallerna och rättegången mot O.J. Simpson. En rik afroamerikansk advokat mördas men ingen vill ta sig an mordfallet. Mordoffret Howard Elias blev förmögen genom att stämma poliser för rasism, korruption och övervåld. Den mördade advokaten drev vid tidpunkten en uppmärksammad process mot LAPD för en klients räkning. Elias och klienten Harris anklagar fyra poliser för brutala förhörsmetoder där Harris blev skadad. Harris var misstänkt för att ha våldtagit och mördat en tolvårig flicka, men blev frikänd. Syftet med processen var att peka ut poliser som skadat Harris och avslöja flickans verklige mördare. Därför är i princip varenda polis inom Los Angeles-polisen en tänkbar gärningsman. 
Den som får utreda fallet är Harry Bosch.
Även om Harry (som många andra) tror att Elias klient var skyldig till sina anklagelser, så måste han nu arbeta för att få fram alla uppgifter som ska visa sanningen.